# Setzung (Philosophie)
Die Setzung ist ein aus der Autonomie des Subjekts entspringender theoretischer oder praktischer Akt des Geltendmachens oder der In-Existenz-Setzung oder auch eine hypothetische Annahme (das „Setzen“).

## Begriffsgeschichte
Der Begriff wird bei Kant, Fichte, Schelling und Hegel virulent. Seine Verwendung in der deutschen Philosophie baut auf den lateinischen Äquivalentbegriffen ponere (setzen) bzw. positio (Voraussetzung, Bejahung) in der Logik auf. Durch die Nähe zu zahlreichen umgangssprachlichen Komposita von „setzen“ (wie voraussetzen, auseinandersetzen, entgegensetzen usw.) ist es schwierig, eine terminologisch konsistente Verwendung des Begriffs in der Philosophie nachzuweisen. 
Bei Thomas von Aquin bedeutet ponere hinstellen oder behaupten.
Bei Kant bezieht sich der Begriff eher unsystematisch auf eine hypothetische Annahme, auf eine „gesetzte“ Wirklichkeit im Sinne eines idealen Deduktions- und Konstruktionszusammenhangs („vorstellen“) oder auf die Behauptung logischer Zusammenhänge. Er betont, dass Sein keine Eigenschaft der Dinge, sondern eine Setzung durch das Denken ist.
Für Fichte ist das Setzen die alles bestimmende Handlungsform der Intelligenz, die identisch ist mit dem Sein des Ich: Das Ich ist nichts anderes als sein Sich-Setzen. Die Setzung ist Resultat einer Tathandlung, die allem Bewusstsein zugrunde liegt und durch die das ursprünglich unbestimmte Ich sich als etwas von ihm selbst Unabhängiges unterscheidet. Der Begriff des Setzens bleibt dabei stets bezogen auf die transzendentale Konstruktion des Wissens: Der Philosoph setzt Sachverhalte erst durch das Denken und hebt sie im Denken wieder auf. Das Sich-Setzen des Ich ist eine Möglichkeitsbedingung des Identitätssatzes, denn die logische Identitätsgewissheit „A = A“ hängt von der Geltung des ursprünglicheren Satzes „Ich = Ich“, also von der transzendentalen Vernunftgewissheit der Einheit und Identität des Bewusstseins ab. Später verwendet Fichte den Begriff des Gesetzten (der „Position“) als Negation des Nicht-Seins.
Für Schelling ist das Setzen der Realität Ausdruck des Handelns einer Intelligenz, das seinen Grund in der Unbedingtheit des ursprünglichen Selbst, in seiner Selbstmacht hat. Durch dieses Sich-selbst-setzen, ein Akt des Produzierens, ist das Ich Inbegriff aller Realität, das Gesetztsein ist Resultat eines Konstruktionsprozesses des Verstandes. Durch das Setzen der Individualität ist jedoch auch eine Negation (Einschränkung) der Tätigkeiten gesetzt, so dass – je mehr das Individuum handelt – seine Freiheit immer weiter eingeschränkt ist.
Bei Hegel reduziert sich die Begriffsverwendung zunächst darauf, dass etwas durch Setzung auf verschiedene Weise zur begrifflichen oder wirklichen Existenz gebracht wird. Erst in seiner „Logik“ wird der Begriff der Setzung ausgefeilt und der Sphäre der Reflexion, also der Wesenslogik, also der Logik des Übergehens bzw. Vermitteln des Seins in den Begriff zugeordnet und vom einseitigen Setzen des subjektiven Idealismus bei Fichte abgegrenzt. 
Jean Paul ironisiert den Begriff des Setzens und damit auch den Idealismus Fichtes, wenn er beschreibt, wie das setzende Ich in Gestalt des fiktiven Fichte-Anhängers Heinrich Leibgeber Welten und Universen schaffen und diese mit sich herumtragen muss.

## Moderne Verwendung
Erst Husserl interessiert sich wieder für den Begriff des Setzens im Zusammenhang mit seinen Untersuchungen zur Wahrnehmung. In jedem Akt wird implizit der universale Welthorizont gesetzt. Diese Weltsetzung (Apperzeption) soll durch die universale transzendentale Reduktion ausgeschaltet werden, um eine noch vorurteilsfreiere Erforschung der weltkonstituierenden Subjektivität zu ermöglichen. Außerhalb der phänomenologischen Schule wird Setzung (position) durch W. V. O. Quine noch einmal zu einem philosophischen Zentralbegriff. Alles das, was vom Standpunkt einer Theorie als real gilt, ist aus einer den Vorgang der Theoriebildung beschreibenden Perspektive nur eine Setzung. Bei physikalischen Objekten handle es sich ebenso wie bei den homerischen Göttern um kulturelle Setzungen; allerdings sind die dahinter stehenden Mythen bzw. Theorien unterschiedlich leistungsfähig in Bezug auf die Strukturierung der Erfahrung.